# Den Sorte Boks
 Denne artikel omhandler et radioprogram. Opslagsordet har også en anden betydning, se sort boks.
Den Sorte Boks sende hver søndag på DR P3. Værterne Kasper Lundberg og Frederik Dirks Gottlieb undersøger en kendt gæsts telefon for at se, hvilke apps de har, og hvad bruger de dem til. Værterne gennemgår søgehistorik, facebookaktivitet og sms'er m.m.
Programmet har indtil videre haft gæster som Anders Lund Madsen, Twerk Queen Louise, rapper Per Vers, komikerne Anders Matthesen, Christian Fuhlendorff og Martin Nørgaard, samt journalist og tv-vært Petra Nagel.